# Naše malo misto
Naše malo misto ili skraćeno Malo misto televizijska je serija snimana od 1969. do siječnja 1971. po scenariju Miljenka Smoje. Redatelj je bio Daniel Marušić, a filmski snimatelj Branko Blažina. 
Serija prikazuje život u malom dalmatinskom mjestu  kroz kroniku mjesta koju piše amaterski kroničar, mjesni poštar (pošćer) Andrija Bombišta (Mirko Vojković), prateći dogodovštine dotura Luigija (Karlo Bulić), njegove nevjenčane žene Bepine (Asja Kisić), Roka Prča (Boris Dvornik), vlajine Anđe (Zdravka Krstulović), Načelnika (Vladimir Medar), Brice (Miše Martinović), Postolara (Antun Nalis) i drugih. Serija vremenski obuhvaća razdoblje od 4. srpnja 1936. do razdoblja prvih gospodarskih liberalizacija prema zapadu nakon Drugog svjetskog rata te prvi procvat turizma u Dalmaciji šezdesetih godina.
Naše malo misto jedno je od najpopularnijih djela hrvatske kinematografije. Prvu sezonu prilikom prvog prikazivanja gledalo je 54% stanovništva u Hrvatskoj (te čak 79,9% u Istri). Do danas je reprizirano devet puta.

## Sadržaj
U seriji je dokumentirano i ismijano ponašanje lokalnog stanovništva u svakodnevnim životnim situacijama i u situacijama koje su im se nametnule — rat i novi sustav vlasti.

## Povijest
Krajem 1960-ih tadašnja Televizija Zagreb (danas HRT) odlučuje snimiti domaću humorističnu seriju kao posve novi projekt, jer dotad u Hrvatskoj nisu snimane humoristične serije ni televizijske komedije. Poticaj je bio i otpor ideji o pozivanju beogradskih uspješnih komičara u Zagreb kako bi pripomogli razvoju humora. Na natječaju za scenarij neimenovane serije konkurirali su scenariji Ivana Raosa pod nazivom Žuti, žuti kanarinci (poslije snimljeni kao Prosjaci i sinovi) te Smojino Naše malo misto. Scenaristički dio posla bio je povjeren Miljenku Smoji, koji je već 1969. napisao scenarij za kratku TV-dramu "Meštre Tonov najsritniji dan", koja je služila kao pilot te se pokazala jako uspješnom. Nakon toga Zora Dirnbach, urednica Dramskog programa Televizije Zagreb, naručila je cijelu seriju, za početak šest epizoda. Smoje je isprva bio skeptičan, jer se radilo o cijeloj seriji. Njegove dvojbe riješila je, po vlastitom priznanju, supruga Lepa koja je umjesto Smoje prihvatila ponudu. Smoje je tijekom ljetovanja sa suprugom u Tučepima skicirao većinu serije i likova. Za redatelja je izabran Danijel Marušić, koji je okupio široku glumačku ekipu. Za glavni ženski lik izabrao je Asju Kisić, koja je već igrala sličnu ulogu u Smojinoj TV drami "Meštre Tonov najsritniji dan" godinu dana prije. Za najupečatljivijeg lika, dotura Luigija, izbor je pao na Karla Bulića. Prvo je u Vranjicu kod Splita snimljena ogledna epizoda, a onda daljnjih pet. Potom je snimljeno još sedam epizoda.
Tijekom prve sezone prikazivanja serija je izazvala golemo zanimanje te odmah dobila odanu publiku u Hrvatskoj te nešto manje u ostatku SFRJ. No, bilo je i kritičkih komentara, pogotovo iz Dalmacije, tako da je druga sezona prikazana tek nakon dugog promišljanja. U drugoj sezoni pritisci cenzure i kritike su se pojačali, no publika i TV-kritika su pokazali još veće zanimanje i gledanost. Nakon što je u epizodi "Hidalgo gre u raj" poginuo Servantes (glumi ga Ivica Vidović), publika je počela slati gnjevna pisma Smoji, Marušiću, ali i glumcima, moleći ih da taj lik ipak ne skonča na takav način. Kritiziran je i prikaz dalmatinskih Malomišćana, koje je Smoje pokazao krivima za smrt boema i pasivnima u trenutku požara. Rastući pritisak cenzure nakon epizode Šporka posla i specijala Zagrebulje te neslaganje Smoje i Marušića uzrokovali su prekid rada na seriji, tako da je umjesto prvotno zamišljene 33 epizode snimljeno njih 13. Na odjavnoj špici posljednje epizode redatelj Marušić napisao je  "Adio i nikad više" umjesto uobičajenog "Kraj". Nakon posljednje epizode, u kojoj Bepina na koncu umire, publika je bila u šoku. Zaredala su se pisma i molbe autorima, glumcima, televiziji. Smoje je u Splitu doživio i više neugodnosti te nekoliko manjih fizičkih napada "zbog ubojstva Bepine".

## Glazba
Za glazbenu podlogu serije "Naše malo misto" zaslužan je Tripo Tomas (1885. – 1975.), skladatelj i glazbenik iz Kotora. Međutim, poznatu melodiju špice serije, koju izvodi Boris Dvornik, skladao je i aranžirao Pero Gotovac. Ova melodija temelji se na motivima pjesme "Sve se Mare koprcaju", koju lik Roka Prča pjeva u prvoj epizodi serije dok prolazi kroz kalete u Vranjicu, noseći vesla na ramenu.
Glumac Boris Dvornik snimio je pjesmu "Sve se Mare koprcaju" 25. siječnja 1970. godine u "Jugotonu", a ona je kasnije odabrana kao uvodna špica serije. Redatelj Danijel Marušić prvotno je planirao angažirati poznatog domaćeg pjevača zabavne glazbe, no nakon što je čuo Dvornikovu interpretaciju, odlučio je zadržati njegov glas. Dvornikovo pjevanje impresioniralo je ne samo Marušića, već i ostale članove glumačke ekipe, uključujući Karla Bulića, Mirka Vojkovića, Tončija Nalisa, Vladimira Medara i Emila Kutijara.
Nakon što je Marušić predstavio snimku Gotovcu, postignut je dogovor da Dvornik snimi svoju prvu ploču u produkciji "Jugotona". Osim pjesme "Sve se Mare koprcaju," na ploči su se našle još dvije skladbe koje je napisao autor serije Miljenko Smoje, kao i jedna šansona Pere Gotovca. Ploča je bila gotova u drugoj polovici veljače, a planirano je bilo da ju se pusti u prodaju deset dana prije početka emitiranja same serije. Ploča je jako brzo postala tražena među gledateljima.

## Produkcija
Ogledna epizoda snimljena je u Vranjicu kod Splita, a ostale epizode snimljene su u Starom Gradu na Hvaru i Milni na Braču te u Splitu.

## Likovi

### Glavni likovi
- Dotur Luigi (Karlo Bulić) — Luigi je lokalni liječnik u Malom Mistu, koji je završio medicinu na studiju u Padovi. Njegov govor mješavina je talijanštine i hrvatskoga. Cinik, raspoložen za šalu, pogotovo kao njegov način borbe protiv društvenih apsurda i nepravde, obožava balote, a ponajviše svoj mir i "gušt", pogotovo čitajući Danteova djela na talijanskom prije spavanja. Živi sa svojom nevjenčanom suprugom Bepinom, u čijoj privrženosti uživa, te čije stalne molbe za ženidbom ustrajno odbija. Jedini je visokoobrazovani stanovnik i jedini predstavnik inteligencije u mjestu. Nakon Načelnikove smrti s Bepinom uzima sebi malog Mirka i šalje ga na studij medicine u Zagreb. Bepinu konačno ženi dan prije njene smrti, kako bi joj ispunio davnu želju.

Lik je Smoje utemeljio na više osoba, najvažnija od kojih je dr. Vicko Galvani (-1941.), Šibenčanin koji se preselio u Kotor 1910. O njemu je pričala Smojina supruga Lepa, koja ga je poznavala kao djevojčica. Govor (mješavina talijanskog i hrvatskog) i stav dotura Luigija prema životu odraz su Boška Lulića-Luligarga, tridesetih godina poznatog splitskog skladatelja i aranžera, kojeg je Smoje poznavao. Smoje je u dotura Luigija utkao arhetip obiteljskog liječnika u malim dalmatinskim mjestima tog vremena te su mnogi drugi liječnici također utjecali na izgradnju lika.
- Bepina (Asja Kisić) — nevjenčana supruga dotura Luigija. Čitav joj se život okreće oko njega te bezgranično brine i pazi na njega, graničeći s majčinskim stavom, što doturu Luigiju često diže živce. Njegove uspjehe doživljava kao svoje te je izuzetno ponosna na njegovu ulogu liječnika. Uz načelnikovu ženu, jedina je dobrostojeća gospođa u mjestu i pripadnica svojevrsne stare građanske aristokracije, suprotstavljena novoj, socijalističkoj (koju utjelovljuje Anđa Vlajina, kao polupismena ali nevjerojatno ambiciozna komunistkinja). Otac joj je bio ljekarnik. Često sramoti Luigija i izaziva društvene mini-skandale svojom naivnošću i iskrenošću, što joj dugoročno nitko ne zamjera. Iako se doima naivnom, razumije izuzetno dobro malomišćansko društvo, prljave igre i zna sve tračeve u mjestu. Osim što konstantno pita i nagovara Luigija na ženidbu, predbacuje mu i nedostatak drugih oblika bračnog života. Vrlo je emotivna i osjetljiva na djecu. Prema pričanju Lepe Smoje, njen suprug je skicirao lik prema svom vlastitom stalnom nagovaranju Lepe na ženidbu, koju je ona uporno odbijala.[4]

- Roko Prč (Boris Dvornik) — prijeratni konobar u mjesnom ugostiteljskom poduzeću, Roko je lokalni šarmer, zafrkant i dobričina. Iako nije punokrvni "vlaj", već "poluvlaj", Tijekom rata odlazi u partizane, te se (unatoč teškoj neobrazovanosti) zahvaljujući svojoj lukavosti, ambiciji, okretnosti i spretnosti vrlo brzo penje na društvenoj ljestvici te postaje direktor nacionaliziranog hotelskog poduzeća te najbogatiji i najmoćniji čovjek u mjestu. Iako je pritom nebrojeno puta prekršio zakone (primjerice, "nacionalizirajući" pokućstvo zatvorenog hotela te njime opremajući svoju novu kuću) te je u prvim poslijeratnim godinama bio spreman izmišljati narodne neprijatelje (poput Galilea, Isejenika i Čimavice) i kulake (pa čak i svog strica) te se s njima obračunavati kako bi stekao ugled u partiji, puno su mu bliži zabave i fešte kao način političkog djelovanja i etabliranja (proljetni kros, ples, vatrogasna vježba). U partizanima se zbližava (unatoč zabrani) s Anđom Vlajinom, prije rata Načelnikovom kućnom pomoćnicom, te se ubrzo žene. Iako je istaknuti član partije u Mistu, ideologiju prihvaća samo javno, kao način napredovanja, dok mu za Božić nedostaju bakalar i fritule. Nakon zauzimanja važnih položaja, od Anđe zahtijeva potpuno posvećivanje djeci i domaćinstvu te odbija njenu želju za političkom karijerom. Blag i previše popustljiv prema djeci.

Roko je isprva bio manja, sporedna uloga, lik za kojeg nitko nije znao što će se dogoditi. No, kako je uloga dobro legla Dvorniku, a lik je postajao sve šarmantniji, uskoro ga je Smoje prometnuo u jednog od najvažnijih likova.
- Anđa Vlajina (Zdravka Krstulović) — prijeratna kućna pomoćnica Načelnikove žene, seljanka iz Zagore, koja stiže u Malo Misto kao radna snaga. Arhetipska "Vlajinka", koja ne zna plivati te ne zna društvene običaje urbane sredine i kodeks ponašanja sluškinje, odlaskom u partizane postaje gorljiva komunistkinja, te iako nepismena, postaje upravni referent za prosvjetu u općini nakon rata. Nedostatak znanja i sposobnosti nadoknađuje agresivnošću i ideološkom predanošću. Kao Rokova žena je ljubomorna te mu čak jednom prijeti i revolverom, a kako je prisiljena ostati kući s dvoje djece, nezadovoljna je što nije bila u stanju nastaviti s političkom karijerom. Karikirana kao nova, socijalistička aristokracija, ubrzo i sama dobiva kućnu pomoćnicu, za koju gradi poseban WC "kako bi se prevladale klasne razlike". Uživa u novoj odjeći i inozemnoj robi te kućanskim aparatima, kojima se hvali pred Bepinom.

- Načelnik (Vladimir Medar) — korpulentni i čašici skloni Načelnik dugovječni je načelnik Malog Mista, bez protukandidata. Jedini protivnici su mu Brico i Postolar kao mjesni komunisti, no i s njima se lako dogovora te je dobronamjeran. Žena ga je prevarila s avijatičarem prilikom nenadanog dolaska vojnog hidroaviona u Malo Misto, što svi znaju, pa i on, te nakon toga s njom odbija govoriti, iako i dalje žive zajedno. Malog Mirka, pak, odgaja kao svog sina. Iako njegova politička pripadnost nigdje nije navedena, čini se kao populist i prohrvatski nastrojen, protiv kralja i dvora. Tijekom talijanske okupacije narodnooslobodilačkom pokretu služi kao načelnik mjesta, kako bi saznao više o Talijanima i njihovim namjerama, iako je želio pobjeći u partizane. Nakon rata zapošljava se u ribarskoj zadrugi kao računovođa te nakon proljetnog krosa obolijeva i umire. Smoje je lik skicirao prema svom puncu, Lepinom ocu, službeniku službe sigurnosti.[4]

- Servantes (Ivica Vidović) — povratnik iz Čilea, pravim imenom Antonio Puhalovich, mjesni je boem, zgubidan, muktaroš i čudak. Uvijek obučen u otrcanom, podrapanom odijelo, prekratke hlače i stari, prljavi šešir, vrijeme provodi dugo spavajući, misleći i tobože prevodeći Cervantesovog "Don Quijotea". Zapravo živi od milosti mještana. Nenaviknut na "primitivne" manire i običaje Malog Mista, sprijatelji se s doturom Luigijem, koji ga ubrzo zavoli. Pojavio se u epizodi "U čast tebi, dobrotvore naš" kao još jedan, ali potpuno atipični povratnik iz iseljeništva. U epizodi "Hidalgo gre u raj" u njegovom potkrovlju izbije požar, te iako ga vatrogasci spašavaju, vraća se u požarom zahvaćenu kuću kako bi odgovorio na optužbe mještana kako zapravo ništa nije napisao i preveo te tako tragično pogiba. Publici jedan od omiljenih likova, nastao je prema Bračaninu Radu Harašiću, samoukom kolekcionaru i slikaru, povratniku iz Čilea, koji je slično boemski živio u Milni na Braču te je bio uvjeren da je veliki umjetnik i slikar.[9]

- Brico Dubrovčanin/Pridsidnik (Miše Martinović) — prijeratni brijač ("brico") i ljevičar, potječe iz Dubrovnika te se razlikuje prema svom ijekavskom govoru od ostalih mještana. Tijekom rata odlazi u partizane te kasnije postaje predsjednik mjesne zajednice.

- Postolar Fločun/Sekretar (Antun Nalis) — prijeratni postolar i ljevičar, nakon rata postaje sekretar partije u mjestu.

- Pošćer Andrija Bombišta (Mirko Vojković) — mjesni poštar i amaterski kroničar, čije dužnosti sežu od popisa stanovništva do pisanja i čitanja pisama polupismenim i starijim stanovnicima mjesta. Njegova kronika je izvor radnje serije. Poštar Andrija otvara svaku epizodu najavom događanja u epizodi, svojim britkim komentarom te pisanjem naziva poglavlja (ujedno i naziva epizode) u svojoj kronici, nakon koje slijedi uvodna špica serije.

- Paron Antonjo-Čimavica (Stjepan Štefi Pisek) — najstariji stanovnik Malog Mista i povratnik iz Chicaga, uporno odbija umrijeti te se bavi zdravim životom, tjelovježbom i filozofiranjem. Njegova dugovječnost i legendarni otpor starosti pojavljuju se u više epizoda, a tijekom serije umirao je isto tako više puta.

- Galileo Maravić (Emil Kutijaro) — mjesna lijenčina, Galileo živi na račun svoje braće u Australiji i Kaliforniji (Domenika), koji mu šalju novac za obnovu obiteljske kuće i slično, koji on troši sasvim "nenamjenski". Nikad u životu nije radio i kategorički odbija raditi. Njegov moto je "bravura je živit' bez lavura." Nakon povratka Domenika iz Kalifornije, njegov lagodan život prestaje te je prisiljen raditi u kući i oko kuće za brata.

- Domeniko Maravić (Mate Ergović) — bogati povratnik iz San Pedra u Kaliforniji, nakon rata vraća se živjeti u svoje rodno mjesto (epizoda "U čast tebi, dobrotvore naš"). Uvijek obučen po američkoj modi, s nakitom i debelom cigarom u zubima, miješa engleski i čakavicu te konstantno izražava nezadovoljstvo, uspoređujući nazadnost Malog Mista i SFRJ u usporedbi s SAD-om, često koristeći poštapalicu "U nas u Amerike...". Pokazuje se kao dobročinitelj, kupujući magaricu svom siromašnom susjedu te uplaćujući pozamašnu svotu za gradnju i opremanje kino-dvorane u Malom Mistu. To čini i u inat bratu, kako mu ne bi dao "niti sent". Jedan od uvjeta njegove donacije je da Galilea nipošto ne puštaju u dvoranu.

- Stipe Parola (Petar Jelaska) — Stipe Parola je ribar i mještanin koji ironično na poslijeratnim skupovima kliče i izvikuje parole, tobože potvrđujući i podupirući govornike, a zapravo im se rugajući. Tako postaje pomalo švejkovski lik. Kasnije se u konobi otvoreno izruguje Roku i mjesnom partijskom vodstvu, prozivajući ih za zloporabu položaja i ovlasti.

- Župnik (Ivo Marjanović), formalno don Karmelo Ljubetić, mjesni je dušobrižnik i tašti moralist uvjeren u svoju veličinu i važnost svoje misije. U predratnoj Jugoslaviji dio malomišćanske elite, dok ga nakon rata Roko, Brico/Pridsidnik i Postolar/Sekretar antagoniziraju.

## Epizode

### Prva sezona (1970.)
- "Glava prva - Avijatičar", (22. veljače 1970.)
- "Glava druga - Sodoma i Gomora", (1. ožujka 1970.)
- "Glava treća - Prid neveru", (8. ožujka 1970.)
- "Glava četvrta - Ko je više da?", (22. ožujka 1970.)
- "Glava peta - Zove obnova", (29. ožujka 1970.)
- "Glava šesta - Proljetni kros", (5. travnja 1970.)

### Specijal (1970.)
Osim redovitih epizoda, snimljen je i specijal Zagrebulje, koji se u početku trebao zvati Vijađ u Zagreb, prvi dio nazvan je "Vijađa", a prikazuje Bepinu i Luigija kako putuju vlakom, drugi dio specijala prikazuje Luigija i Bepinu kako istražuju grad Zagreb, na kraju specijala se nađu sa Rokom i Anđom. Specijal je snimljen u od 23. studenoga do 8. prosinca 1970. u Splitu i Zagrebu, a premijerno je prikazan na staru godinu. Epizoda je pronađena u arhivima HRT-a te emitirana na novu godinu 2019.
- "Zagrebulje", (31. prosinca 1970.)

### Druga sezona (1971.)
- "Glava sedma - U čast tebi, dobrotvore naš", (7. veljače 1971.)
- "Glava osma - Šporka posla", (21. veljače 1971.)
- "Glava deveta - Borbena ponoćka", (28. veljače 1971.)
- "Glava deseta - Hidalgo gre u raj", (7. ožujka 1971.)
- "Glava jedanaesta - Najteža bitka", (14. ožujka 1971.)
- "Glava dvanaesta - Atroke California", (21. ožujka 1971.)
- "Glava trinaesta - Veliko putovanje", (28. ožujka 1971.)

## Kulturni utjecaj
Serija je stekla kultnu popularnost i nezapamćeno zanimanje za vrijeme prikazivanja. Likovi iz serije ušli su u kolektivnu svijest u Hrvatskoj, dok je lik Servantesa postao sinonim za sanjara, boema, umjetnika, neshvaćenog od okoline. Tijekom premijere serija je približila čakavski govor i dalmatinski leksik ostatku Hrvatske i utabala put snažnijoj prisutnosti čakavskog narječja u hrvatskoj kulturnoj sceni, posebno televizijskoj. Serija je dosad prikazana devet puta na HTV-u. O popularnosti i upečetljivosti likova govori činjenica da je u Tugarima kod Omiša 2002. otkriven i spomenik Karlu Buliću, koji je tumačio dotura Luigija.
Godine 1982. Oliver Dragojević snimio je i pjesmu "Laku noć Luigi, laku noć Bepina", u čast seriji i likovima. Nakon Olivera, pjesmu je prepjevao i Boris Dvornik, a spot je snimljen ispred kuće koja je u seriji glumila kuću Luigija i Bepine. Splitski sastav TBF svoju pjesmu "Tragični junak" s albuma Pistaccio Metallic iz 2011. posvećuje liku Servantesa, a uvod u pjesmu je njegov dijalog s doturom Luigijem. I na koncertima prikazuju taj ulomak iz serije. Još ranije, u pjesmu "Genije" ubacili su psovke dotura Luigija.
U serijalu HRT-a "Libar Miljenka Smoje" iz 2013. seriji je posvećena cijela druga epizoda.

## Drugi mediji

### Soundtrack
Zbog velike popularnosti, 1970. Jugoton je objavio i singl ploča s glazbenom temom serije u izvedbi Borisa Dvornika. Na drugoj strani bio je monolog dotura Luigija, u kojem Karlo Bulić spaja neke motive serije i poštapalice.

### Kronika o našem malom mistu
Godine 1971. scenarij serije, prerađen u formu romana, Smoje je objavio pod naslovom Kronika o našem malom mistu. Knjiga je ponovno izdanje doživjela i 1995. i 2004.

### Spin-off
Godine 1982. Daniel Marušić je prema motivima Smojinih pisanja i serije snimio film "Servantes iz Malog Mista", u kojem se pojavljuju mnogi glumci i likovi iz serije, a radnja je proširena radnja povratka Servantesa iz Čilea i Rokovih turističkih pothvata.

## Političke reakcije
Socijalizam na "malomišćanski" način, kako je prikazan u ovoj seriji, ondašnjim je komunističkim vlastima bio podosta škakljiv i provokativan, tako da je serija bila na rubu zabrane prikazivanja. Protiv epizode "Glava osma - Šporka posla" u kojoj se govori o kupovini lažnih invalidskih mirovina partizanskih boraca ustao je partijski komitet Trogira. Veliki dio materijala za druge epizode u kojima se pojavljuje Ivan Trogiranin cenzuriran je. Usto je i protiv sinopsisa jedne epizode u kojoj su prikazane slovenske turistkinje (koje Roko šarmira) bilo primjedbi kako "ruši bratske odnose sa SR Slovenijom".
Snimana za Hrvatskog proljeća, u seriji su prikazane mnoge poruke nezadovoljstva, poput isticanja nepovoljnog statusa Hrvatske u Kraljevini Jugoslaviji (prigodom pisanja govora za doček avijatičara, načelnik se sjeti da se riječ domovina ne koristi u vojsci, već samo otadžbina; u epizodi Atroke California dotur Luigi Bepini objašnjava kako je Beograd gospodarski iskorištavao Dalmaciju; Načelnik jednom izjavljuje ironično kako je malo lopova u hrvatskoj zemlji) ili položaja hrvatskog jezika u novoj Jugoslaviji (dotur Luigi Mirku cinično kaže kako se danas iz hrvatskih udžbenika ne može naučiti niti hrvatski). Još jedna teškoća bila je epizoda Zagrebulje za novu 1971.: u jednoj sceni dotur Luigi stiže na izlet u Zagreb te se na tadašnjem Trgu Republike iznenađen pita gdje je nestao ban Jelačić, čiji su kip komunisti preko noći uklonili 1947.
Početna zamisao bila je snimanje 33 epizode, prema Marušićevim riječima u intervjuu za Večernji list u svibnju 2006., no na kraju je snimljeno samo 13.

## Vanjske poveznice
Naše malo misto u internetskoj bazi filmova IMDb-a